# Lerwick
Lerwick a skóciai Shetland-szigetek egyedüli burgh státuszú települése és fővárosa, Skócia északi partjaitól 200 kilométerre északkeletre. Lakossága mintegy hétezer fő. Lerwick a Brit-szigetek legészakabbra fekvő városa.
A Shetland fősziget keleti partján fekszik. A 17. században halászati támaszpontnak alapították és ma is halászváros és kompkikötő. A kikötőben nagy a tengeri olajipart szolgáló hajók forgalma is.
A Lerwick név az óészaki nyelvből, illetve a Shetlanden a 19. század közepéig beszélt változatából, a nornból ered. Ler Wich azt jelenti, hogy „sáros öböl”. Az ennek megfelelő norvég szó a Leirvik, amelyben a leir jelentése „agyag”, a viké pedig „öböl”. (Leirvik, illetve Leirvík nevű kikötő Norvégiában és Feröeren is van.)
A kompok Lerwickből Kirkwallba (Orkney-szigetek), Aberdeenbe és a Fair-szigetre indulnak, ezen kívül több más szigetre (Out Skerries, Bressay, Unst, Yell és Whalsay).
A fontosabb lerwicki épületek: a Charlotte erőd, a városháza és a Clickimin Broch (a broch vaskori körtorony).
A helyi rádiócsatorna a 24 órában sugárzó SIBC (Shetland Islands Broadcasting Company).

## Etimológia
A város neve a norvég leir és vik szavak összevonásából származhat, ami sáros öblöt jelent. Hasonló eredetű a norvégiai Leirvik és a feröeri Leirvík város neve.

## Földrajz
A szárazföldi sziget keleti partján, a sziget déli részét alkotó félsziget tövében, az Északi-tengerhez vezető öböl partján fekszik, 160 km-re a sziget északi partjától. Skócia fő része, Aberdeentől 340 km-re északra és Bergentől 370 km-re nyugatra.
A város jelenleg magában foglalja a kis elővárosokat, Gremista északi részén, Soundot a délnyugati részén és másokat.

## Sztori
A város megőrizte a vaskori kőépítmények maradványait.
1708-ban a Shetland-szigetek fővárosát Scallowayből Lerwickbe helyezték át.
A második világháború idején az Északi-tengeren és az Atlanti-óceán északi részén járőröző brit tengeralattjárók és hadihajók megálltak Lerwickben. A HMS Spiteful (P227), a HMS Syrtis (P241) tengeralattjárók és mások részt vettek.

## Gazdaság
Halászat
A 17. században Lerwick halászfalu volt, amelynek lakói főleg heringet és tőkehalat halásztak. A halászat továbbra is a Shetland-szigetek lakóinak egyik fontos tevékenysége, de nem a költségvetés fő bevételi forrása.
Energia
A lerwicki Shetland Heat Energy and Power Ltd. égetőmű háztartási és ipari hulladékkal működik, és mintegy ezer fogyasztót lát el hővel.
Kikötő
Lerwick kikötője halászhajókat és olajkitermelő hajókat kezel az Északi-tengeren. A BP Shipping Loch Rannoch tartályhajója van ide rendelve, amely olajat szállít az észak-atlanti mezőkről.
Közlekedés és kommunikáció
Lerwick kikötőjéből a NorthLink Ferries kompjáratokat üzemeltet az Orkney állambeli anyaországi Aberdeen és Kirkwall felé. A Shetland Islands Council Ferries kompjáratokat biztosít az Out Skerries szigetcsoporthoz tartozó Bressay-szigetre és Breray-szigetre, valamint nyári útvonalat biztosít Fair Isle-re a Good Shepherd IV-en.
A várostól hét kilométerre északnyugatra található egy kis Tingwall repülőtér, ahonnan rendszeres járatok indulnak Out Skerris, Papa Stour, Fula és Fair Isle szigetére.
Az „A970” autópálya (North Rho – Bray – Lerwick – Quarff – Samborough Repülőtér – Grutness) köti össze a várost a sziget északi és déli részével. Az „A969” út az öböl partja mentén körbeveszi a város központi részét. Lerwick rendszeres autóbuszjáratai a Mossbankba, a Sumborough repülőtérre, a Scalloway-be, a Walls-ba és a város környékére.
Lerwick és Scalloway a ZE1 postai körzet része.
Tömegmédia
Vannak rádióállomások „Shetland Islands Broadcasting Company” és „BBC Radio Shetland”, a „BBC Scotland” helyi fiókja.
Az 1872-ben alapított Shetland Times Ltd. hetente ad ki The Shetland Times-t és egyéb nyomtatványokat. A cégnek 55 alkalmazottja van.

## Politika
Lerwick ad otthont a Shetland-szigetek Tanácsának, az udvarnak és más hatóságoknak. Működik a Skót Halászati Védelmi Ügynökség, a skót kormány halászat védelmével foglalkozó végrehajtó szerve.
Nemzetközi kapcsolatok
Németország, Norvégia, Finnország és Svédország konzulátust tart fenn a városban.
Mentési szolgálatok
A Lerwick mentőcsónak állomás vízi mentőszolgálatának Severn osztályú mentőcsónakja áll a rendelkezésére.
A húszfős lerwicki tűzoltó- és mentőállomáson a vészhelyzetek, köztük a tűzesetek és a közlekedési balesetek kezelése történik.
Egészségügyi ellátás
Az egészségügyi ellátás a Shetland Nemzeti Egészségügyi Szolgálatra van bízva, amely a Gilbert Bain Kórházat üzemelteti.

## Oktatás
Lerwick üzemelteti az Anderson High Schoolt, ahol körülbelül 900 12 és 18 év közötti diák jár (2012). Az iskolát Tavish Scott skót politikus, a skót Liberális Demokraták 2008-2011-es vezetője végezte. Két általános iskola „Bell’s Brae Primary School” és „Sound Primary School”.
Shetland College, a Highlands and Islands Egyetem és más intézmények egyik főiskolája.

## Kultúra
A városban található a „Shetland-szigetek Múzeuma”, amelynek kiállítása a helyi történelemnek, földrajznak, kultúrának, gazdaságnak és egyebeknek szentelt.
Lerwick minden évben ad otthont az Up Helly Aa fesztiválnak. A fesztivál hagyománya a fáklyás felvonulás és a hajóégetés.

## Vallás
1. ↑  Lerwick – földrajz, gazdaság, kultúra, látnivalók. (Hozzáférés: 2023. április 14.)

A skót egyház „Lerwick és Bressay” plébániájának „St. Columba temploma”, az aberdeeni egyházmegye és az Orkney-szigetek „St. Magnus temploma” a skót episzkopális egyház és mások működnek.

## Látnivalók
Lerwickben több mint száz épület szerepel az „A”, „B”, „C” kategóriájú építészeti emlékek listáján.
- A Kliciemin Broch egy vaskori kőépítmény a Klickiemin-tó mai tengerparttal nem rendelkező szigetén.
- A Fort Charlotte egy ötoldalas védekező építmény, sarkain bástyákkal. Az építkezést 1652-ben John Milne (1611–1667) építész kezdte, 1781-ben újjáépítették. 1971-ben felvették az „A” kategóriás építészeti emlékek listájára.
- A Bod of Gremista egy halkereskedelemre szánt épület. 1780-ban épült. Arthur Anderson szülőhelye. 1971-ben felvették a „B” kategóriás építészeti emlékek listájára.
- A Lodberry a 18. század végén épült lakó- és kereskedelmi helyiségek csoportja az öböl partján. 1971-ben felvették az „A” kategóriás építészeti emlékek listájára.
- A St. Columba templom aktív templom, 1825-1829 között épült. 1971-ben felkerült a „B” kategóriás építészeti emlékek listájára.
- A lerwicki városháza egy 1883-ban épült középület. 1974-ben felvették a „B” kategóriás építészeti emlékek listájára.

## Éghajlat
A városban automata meteorológiai állomás működik.
Lerwick éghajlata meleg és mérsékelt. A csapadék jelentős, még a száraz hónapokban is. A köppeni éghajlati besorolás szerint egyenletes párásítású tengeri klíma (index Cf).

## Egyéb
- Robert Inkster, Inkster város alapítója Michigan államban (USA) 1828-ban született Lerwickben.
- Robert Stout, Új-Zéland 13. miniszterelnöke Lerwickben született 1844-ben.
- 1848-ban született Lerwickben Isaac Cowie kanadai úttörő, kereskedő és politikus.
- szeptember 1-jén Brüsszelben üzenet érkezett Lerwicktől, miszerint Frederick Cook 1908. április 21-én elérte az Északi-sarkot.
- David Ernest Hornell(wd) (1910–1944), a Kanadai Légierő tisztje a Lerwick temetőben nyugszik.
- 1946-ban született Lerwickben Eli Bain hegedűművész.
- Ian Bairnson gitáros 1953-ban született Lerwickben.
- 1998-ban Norman Lamont politikus egy életre megkapta a Lerwick báró címet.
- A thai származású lerwicki lakost, Sahai Macau-t 2006-ban, mint büntetett előéletű külföldi állampolgárt, egy rendőri razzia eredményeként hazaküldték kitoloncolásra. A pert, amelynek eredményeként a kitoloncolást törölték, lakossági tiltakozások kísérték.
- A Pirie gitárosa és basszusgitárosa, Willie Johnson 2007-ben halt meg Lerwickben.